# I. Liga 1930-1931
L'edizione 1930-31 della I. Liga vide la vittoria finale del First Vienna FC.
Capocannoniere del torneo fu Anton Schall del SK Admira Wien con 25 reti.

## Classifica finale
|    | Classifica       | G  | V  | N | P  | GF | GS | Pt |
| -- | ---------------- | -- | -- | - | -- | -- | -- | -- |
| 1  | First Vienna FC  | 18 | 12 | 5 | 1  | 53 | 25 | 29 |
| 2  | SK Admira Wien   | 18 | 12 | 3 | 3  | 68 | 37 | 27 |
| 3  | SK Rapid Wien    | 18 | 12 | 2 | 4  | 64 | 33 | 26 |
| 4  | FK Austria Wien  | 18 | 9  | 1 | 8  | 51 | 40 | 19 |
| 5  | SC Nicholson     | 18 | 7  | 3 | 8  | 38 | 38 | 17 |
| 6  | SC Wacker        | 18 | 5  | 6 | 7  | 37 | 51 | 16 |
| 7  | Wiener AC        | 18 | 6  | 3 | 9  | 44 | 47 | 15 |
| 8  | Wiener Sportclub | 18 | 6  | 0 | 12 | 48 | 65 | 12 |
| 9  | Floridsdorfer AC | 18 | 4  | 4 | 10 | 31 | 59 | 12 |
| 10 | SK Slovan        | 18 | 1  | 5 | 12 | 21 | 60 | 7  |

## Verdetto
- First Vienna FC Campione d'Austria 1930-31.
- First Vienna FC e Wiener AC ammesse alla Coppa dell'Europa Centrale 1931.